# Menua (roi)
Pour les articles homonymes, voir Menua.
Menua ou  Menoua  ou Menona  ou  Menuas est roi de l'Urartu de 810 à 786 av. J.-C.. Il est le fils d'Ishpuhini.
Sous son règne, l'Urartu devient encore plus puissant. Il part en conquête et prend la région du Alzi (appelé jadis Alshe) entre le haut Tigre et l'Euphrate, puis traverse ce fleuve et soumet le roi de Milid au Gurgum.
Cette extension territoriale s'accompagne d'un renforcement de l'autorité centrale qui s'appuie sur une classe dirigeante naissante. Avec lui les frontières de l'Urartu atteignent : des abords de l'Araxe, au cours supérieur de l'Euphrate jusqu'aux rives du lac d'Ourmia.
Menua est aussi un grand bâtisseur, il construit des villes, des citadelles, des temples et d'autres monuments comme la stèle de Kaleshin, à 3 000 m d'altitude, qui marque une route de pèlerinage. Son fils Argishti Ier lui succède.